# Ново-Широкинское полиметаллическое месторождение
Ново-Широкинское полиметаллическое месторождение — месторождение полиметаллических руд (золото, серебро, свинец, цинк, сурьма, медь, висмут), расположенное в России (в Газимуро-Заводском районе Забайкальского края; рядом с посёлком Новоширокинский, примерно в 20 км восточнее посёлка Газимурский Завод и примерно в 340 км на юго-восток от Читы). Входит в состав Широкинского рудного поля (вместе с Кочковским золотоносным и Лучиинским полиметаллическим месторождениями), находящимся в пределах вулкано-тектонической впадины, вытянутой в северо-восточном направлении вдоль Урюмской зоны разломов, и представляющем собой грабен с блоковым внутренним строением.
Месторождение находится в зоне разлома, имеет мощность от 20 до 300 м и протяжённость до 6 км, с рудоносными вмещающими толщами вулканогенных и осадочных пород Верхнеюрского периода. Фундамент и обрамление разлома сложены кембрийскими и нижне-среднеюрскими осадочными породами (сланцы, песчаники, алевролиты, конгломераты). В основании разлома залегают туфы, туфопесчаники, туфобрекчии и плагиоклазовые андезитовые порфириты (мощностью 600—800 м). В центре разлома они перекрываются пироксен-плагиоклазовыми андезитовыми порфиритами (400—700 м). Оруднение приурочено к средней части зоны разлома протяженностью до 2,2 км по простиранию, с максимальной глубиной до 700 м. Оконтурено 17 кулисообразных рудных тел, три из которых являются наиболее крупными и содержат до 91 % от общего объема запасов руды. В целом оруднение достаточно равномерно по всей площади месторождения, но отличается комплексным составом руд (около 60 минералов, среди которых основные — пирит, галенит и сфалерит). Выделяется три типа руд: колчеданные (кварц, пирит, блеклые руды, халькопирит, галенит), кварцево-полиметаллические (кварц, пирит, сфалерит, галенит, блеклые руды, халькопирит) и карбонатно-полиметаллические (кварц, доломит, сфалерит, галенит, блеклые руды, марказит, буланжерит, барит). Они отвечают отдельным стадиям рудного процесса и сменяются в указанной последовательности по простиранию рудной зоны с юго-востока на северо-запад. Золото характерно для колчеданного (пиритового, халькопирит-пиритового) типа руд; образует зерна неправильной, изометричной, удлиненно-пластинчатой форм в ассоциации с сульфидами или отдельно от них в жильных минералах. Основная доля частиц золота (91,6 %) не превышает размера 25 мкм. Самородное золото месторождения характеризуется значительным диапазоном пробности (419—884), в среднем составляя 792.
Месторождение открыто в 1951 г., с 1956 по 1962 гг. на нём проводились геологоразведочные работы. В 1970 г. начато строительство рудника, который должен был стать одним из компонентов сырьевой базы Нерчинского полиметаллического комбината им. 50-летия СССР. В 1994 г. на базе строящегося рудника было образовано ОАО «Новоширокинский рудник». К 1999 г. готовность комплекса по добыче и переработке руды достигла 80 %, но дальнейшее строительство было остановлено (шахтные стволы законсервированы). В 2002 г. права на разработку Ново-Широкинского месторождения приобрела британская компания Highland Gold (HGM). С 2004 г. велись проектные, строительные, подготовительные и ремонтные работы. Были построены основные объекты горного предприятия — здание обогатительной фабрики, котельные, компрессорная станция, вахтовый поселок, ремонтно-механический цех, склады, водоводы, пройдены и подготовлены к работе горные выработки. В 2009 г. месторождение было запущено в промышленную эксплуатацию. В 2019—2021 гг. недропользователь осуществил проект по увеличению объёма перерабатываемой руды и повышению производительности фабрики до 1,3 млн. т руды в год.
Эксплуатантом месторождения является АО «Ново-Широкинский рудник» (управляющая компания — Highland Gold).
Планируемая дата окончания отработки месторождения — 2029—2033 гг.
Месторождение отрабатывается подземным способом, обогащение осуществляется по гравитационно-флотационной схеме. Вскрыто по центрально-сдвоенной схеме двумя вертикальными шахтными стволами. Стволы пройдены с поверхности на глубину 216 м и 244 м соответственно (по состоянию на 2020 г.). Вскрыты три шахтных горизонта: 850 м, 800 м и 750 м. Руда крупностью 300 мм выдается на фабрику скиповым подъемником.
Содержания элементов в рудах: Pb — 0,78-5,77 %; Zn — 0,53-1,25 %; Cu — 0,1-1,28 %; Fe — 4,72-8,9 %; S — 1,27-17,2 %; Mn — 0,3-7,42 %; As — 0,03-1,0 %; Sb — 0,06-0,41 %; Ni — 0,0001-0,05 %; Co — 0,0001-0,003 %; Au — 1,0-41,2 г/т; Ag — 49,7-128,05 г/т; In — 1-7 г/т; Cd — 5,0-54,4 г/т; Se — следы — 10 г/т; Te — следы — 10 г/т.
По состоянию на 2022 г. балансовые запасы месторождения составляют (- нет данных):
| Элемент | Категории запасов | Категории запасов | Категории запасов | Категории запасов  |
| ------- | ----------------- | ----------------- | ----------------- | ------------------ |
|         | А+В, тонн         | С1, тонн          | С2, тонн          | Забалансовые, тонн |
| Золото  | -                 | 7,541             | 10,250            | 2,195              |
| Серебро | -                 | 191,3             | 386,5             | 56,6               |
| Свинец  | -                 | 74900             | 158000            | 23,1               |
| Цинк    | -                 | 40100             | 77400             | 13,1               |
| Медь    | -                 | -                 | 18100             | 2300               |
| Сурьма  | -                 | -                 | 673               | 129                |
| Висмут  | -                 | -                 | 5158,2            | 985,1              |

Отработка забалансовых запасов пока не осуществляется.
Основная продукция — свинцовый и цинковый концентрат, попутным продуктом извлечения являются золото и серебро. В небольших количествах производятся также сурьмянистый и медный концентраты.